# Provincias de Noruega
Las provincias de Noruega, a veces llamadas condados —en noruego, fylke, plural fylker— son la unidad más grande de subdivisión administrativa del país. Las 11 provincias se agrupan en 5 regiones —en noruego, landsdeler— y se dividen en 356 municipios —kommuner—. Hasta 1919 se denominaban amter, igual que las vigentes en Dinamarca hasta 2006. El gobernante de una provincia se denomina fylkesmann.
La división territorial noruega está en el punto de mira de las discusiones políticas, que sopesan una nueva división donde se tengan en cuenta la importancia poblacional y económica de los territorios. Una comisión está estudiando la propuesta de una división del país en 7 regiones, en las cuales la región de la capital Oslo debería ostentar un mayor peso debido a su mayor población. En el norte, las actuales provincias de Nordland, Troms y Finnmark pasarían a ser regiones.
Esta es la lista de las provincias noruegas con su número de habitantes hasta el 1 de enero de 2020:
| Provincia            | Centro administrativo     | Distrito(s) electoral        | Habitantes | Superficie (km²) | Región     |
| -------------------- | ------------------------- | ---------------------------- | ---------- | ---------------- | ---------- |
| Agder                | Kristiansand              | Aust-Agder Vest-Agder        | 307 231    | 16 434           | Sørlandet  |
| Innlandet            | Hamar                     | Hedmark Oppland              | 371 385    | 52 072           | Østlandet  |
| Møre og Romsdal      | Molde                     | Møre og Romsdal              | 265 238    | 14 356           | Vestlandet |
| Nordland             | Bodø                      | Nordland                     | 341 235    | 38 155           | Nord-Norge |
| Oslo                 | Oslo                      | Oslo                         | 693 494    | 454              | Østlandet  |
| Rogaland             | Stavanger                 | Rogaland                     | 479 892    | 9 377            | Vestlandet |
| Troms og Finnmark    | Tromsø                    | Finnmark Troms               | 243 311    | 74 830           | Nord-Norge |
| Trøndelag            | Steinkjer                 | Nord-Trøndelag Sør-Trøndelag | 468 702    | 42 202           | Trøndelag  |
| Vestfold og Telemark | Skien                     | Telemark Vestfold            | 419 396    | 17 466           | Østlandet  |
| Vestland             | Bergen                    | Hordaland Sogn og Fjordane   | 636 531    | 33 871           | Vestlandet |
| Viken                | Oslo, Drammen y Sarpsborg | Akershus Buskerud Østfold    | 1 241 165  | 24 593           | Østlandet  |

| Provincia        | Capital      | Habitantes | Superficie (km²) | Hab/km² | Región     |
| ---------------- | ------------ | ---------- | ---------------- | ------- | ---------- |
| Akershus         | Oslo         | 594 533    | 4917             | 121     | Østlandet  |
| Aust-Agder       | Arendal      | 115 785    | 9157             | 12,6    | Sørlandet  |
| Buskerud         | Drammen      | 277 684    | 14 930           | 18,6    | Østlandet  |
| Finnmark         | Vadsø        | 75 758     | 48 618           | 1,6     | Nord-Norge |
| Hedmark          | Hamar        | 195 356    | 27 397           | 7,1     | Østlandet  |
| Hordaland        | Bergen       | 516 497    | 15 436           | 33,5    | Vestlandet |
| Møre og Romsdal  | Molde        | 265 290    | 15 121           | 17,5    | Vestlandet |
| Nord-Trøndelag   | Steinkjer    | 136 399    | 22 412           | 6,1     | Trøndelag  |
| Nordland         | Bodø         | 241 906    | 38 456           | 6,3     | Nord-Norge |
| Oppland          | Lillehammer  | 188 953    | 25 192           | 7,5     | Østlandet  |
| Oslo             | Oslo         | 658 390    | 454              | 1450,2  | Østlandet  |
| Rogaland         | Stavanger    | 470 175    | 9376             | 50,1    | Vestlandet |
| Sogn og Fjordane | Hermansverk  | 109 530    | 18 619           | 5,9     | Vestlandet |
| Sør-Trøndelag    | Trondheim    | 313 370    | 18 848           | 16 6    | Trøndelag  |
| Telemark         | Skien        | 172 494    | 15 299           | 11,3    | Østlandet  |
| Troms            | Tromsø       | 164 330    | 25 877           | 6,4     | Nord-Norge |
| Vest-Agder       | Kristiansand | 182 701    | 7276             | 25,1    | Sørlandet  |
| Vestfold         | Tønsberg     | 244 967    | 2224             | 110,1   | Østlandet  |
| Østfold          | Sarpsborg    | 289 867    | 4182             | 69,3    | Østlandet  |
| Noruega (total)  | Oslo         | 5 213 985  | 322 791          | 16,2    |            |